# タイムレス・テイルズ
『タイムレス・テイルズ』（原題：Timeless Tales (For Changing Times)）は、アメリカ合衆国のジャズ・サクソフォーン奏者、ジョシュア・レッドマンが1998年に発表したスタジオ・アルバム。

## 解説
20世紀のポピュラー・ソング10曲を取り上げた内容で、いわゆるジャズ・スタンダードだけでなくスティーヴィー・ワンダー、ジョニ・ミッチェル、ボブ・ディラン、ビートルズ、プリンスの曲も選ばれている。
本作は『ビルボード』のジャズ・アルバム・チャートで10位に達した。Richard S. Ginellはオールミュージックにおいて5点満点中2.5点を付け「本質的には、ロックやフォークの曲がティン・パン・アレーの曲に劣っているわけではない。彼らは単に、これらの曲に関して若手のネオ・バッパーならではの解釈を、少なくとも当世風には行えていなかっただけだ」「ブラッド・メルドー、ラリー・グレナディア、ブライアン・ブレイドの演奏は技術的な破綻がなく、柔軟性のあるピアノ・トリオである」と評している。

## 収録曲
曲間に挿入された「Interlude」は、いずれもジョシュア・レッドマン作曲。
1. サマータイム - "Summertime" (George Gershwin, DuBose Heyward) - 6:18
2. "Interlude 1" - 0:45
3. 愛の国 - "Visions" (Stevie Wonder) - 4:24
4. イエスタデイズ - "Yesterdays" (Jerome Kern, Otto Harbach) - 7:19
5. "Interlude 2" - 0:34
6. 私の王様 - "I Had a King" (Joni Mitchell) - 5:39
7. 時代は変わる - "The Times They Are a-Changin'" (Bob Dylan) - 5:07
8. "Interlude 3" - 0:20
9. 春の如く - "It Might as Well Be Spring" (Richard Rodgers, Oscar Hammerstein II) - 6:28
10. "Interlude 4" - 0:13
11. ハウ・ディープ・イズ・ジ・オーシャン - "How Deep is the Ocean" (Irving Berlin) - 4:03
12. "Interlude 5" - 0:24
13. ラヴ・フォー・セール - "Love for Sale" (Cole Porter) - 6:31
14. "Interlude 6" - 0:58
15. エリナー・リグビー - "Eleanor Rigby" (John Lennon, Paul McCartney) - 8:46
16. "Interlude 7" - 0:34
17. つれない仕打ち - "How Come U Don't Call Me Anymore?" (Prince) - 5:00

## 参加ミュージシャン
- ジョシュア・レッドマン - テナー・サクソフォーン、アルト・サクソフォーン、ソプラノ・サクソフォーン
- ブラッド・メルドー - ピアノ
- ラリー・グレナディア（英語版） - ダブル・ベース
- ブライアン・ブレイド - ドラムス